# أرت كارني
أرت كارني (بالإنجليزية: Art Carney)‏ هو لاعب كرة قدم أمريكية أمريكي، ولد في 23 سبتمبر 1900 في نيويورك في الولايات المتحدة، وتوفي في 24 مارس 1962 في برونكسفيل في الولايات المتحدة.

## وصلات خارجية
- أرت كارني على موقع مرجع كرة القدم المحترفة.كوم (الإنجليزية)